# Svart styltlöpare
Svart styltlöpare (Himantopus novaezelandiae) är en akut hotad fågel i familjen skärfläckor som är endemisk för Nya Zeeland.

## Utbredning
Svart styltlöpare förekommer enbart i Nya Zeeland, där den tidigare var vida spridd på både Nordön och Sydön. Idag återstår en spillra i på Sydön, i övre Waitakidalen. Populationen är stationär, men ett litet antal individer har setts i andra delar av Nya Zeeland.

## Utseende
Svart styltlöpare är som namnet avslöjar helt enkelt en styltlöpare som är helsvart. Den är 40 centimeter lång med svart lång och tunn näbb med väldigt långa röda ben. Ungfågeln har vitt bröst, hals och huvud en svart fläck runt ögat. Den hybridiserar med australisk styltlöpare vars resulterande ankomma kan variera mycket, men har längre näbb och kortare ben. Jämfört med rena juveniler har hybrider alltid något svart på buken. Lätet är ett högfrekvent monotont gläfsande.

## Status och hot
Arten har minskat i antal under lång tid till följd av predation från invasiva djurarter som katt, hermelin, tamiller och brunråtta, men också australisk kärrhök och kelptrut, men också på grund av habitatförlust när våtmarker omvandlats till jordbruksmark. 1981 var beståndet nere i endast 23 individer. 
Efter en intensivt arbete med utplantering av fåglar födda i fångenskap har beståndet ökat och beståndet bestod 2016 av 93 individer. Av dessa häckar 25 par, men endast 19 får ungar. Hybridisering med australisk styltlöpare var tidigare ett stort problem, men idag anses det finnas färre än fem hybrider kvar. 
Populationen är fortfarande i hög grad beroende av uppfödning i fångenskap för sin överlevnad, och detta tros fortsätta tills en predatorfri levnadsmiljö skapats för fågeln. Endast en individ i populationen har kläckts i det vilda. Internationella naturvårdsunionen IUCN kategoriserar arten som akut hotad.

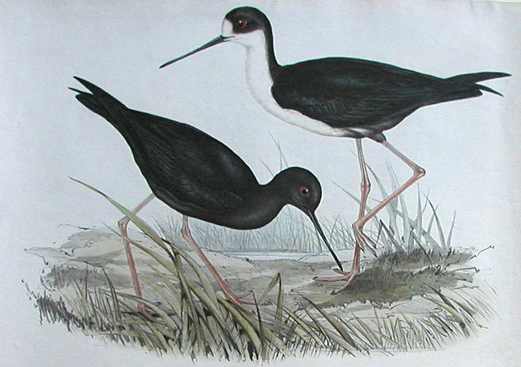